# Sebkaj
Sebkaj ali Sebekaj je bil faraon, ki je vladal v drugem vmesnem obdobju Egipta. Njegov kronološki položaj je dolgo časa povzročal težave. Najpogosteje se umešča v Trinajsto dinastijo. Po odkritju grobnice faraona z imenom Senebkaj leta 2014 so domnevali, da gre najverjetneje za istega vladarja in da je ime Sebkaj napačno zapisano Senebkajevo ime.
O njem je zelo malo znanega. Njegovo ime je dokazano samo na slonokoščeni rojstni palici, odkriti v Abidosu.
Palica je zdaj v Egipčanskem muzeju v Kairu (CG 9433/JE 34988).

## Prepoznavanje
Po odkritju slonokoščene palice je več egiptologov poskušalo Sebkaja prepoznati v znanih vladarjih iz drugega vmesnega obdobja Egipta.  Stephen Quirke je bil prepričan, da je ime Sebkaj pomanjševalnica imena  Sedžefakare, faraona s prestolnim imenom Kaj-Amenemhet, medtem ko je Jürgen von Beckerath  domneval, da je Sebkaj skrajšana oblika imena Sobekhotep. Thomas Schneider podpira von Beckerathovo hipotezo in dodaja, da je bil Sobekhotep najverjetneje Sobekhotep II.
Kim Ryholt je predlagal bolj radikalno hipotezo in trdil, da se Sebkajevo ime bere "Seb, sin Kaja", s čimer je ime razdelil na dve imeni. To pomeni, da gre za dva vladarja, s čimer se zapolni vrzel v Torinskem seznamu kraljev pred Kaj-Amenemhetom. To hkrati pomeni, da je  tudi Kaj-Amenemhetovo ime patronimno in se mora brati kot "Kaj, sin Amenemheta". V Trinajsti dinastiji bi s tem nastala dinastija treh faraonov: Seba, Kaja in Amenemheta. Ryholtovo interpretacijo imajo številni egiptologi za tvegano in sporno.
Leta 2014 so arheologi v Abidosu odkrili grobnico dotlej neznanega faraona iz drugega vmesnega obdobja z imenom Senebkaj. Domneva se, da bi Sebkaj in Senebkaj lahko bila ista oseba.